# 크리스 콜퍼
크리스 콜퍼(Chris Colfer, 1990년 5월 27일 ~ )는 미국의 배우, 가수, 작가이다.

## 출연
- 앱솔루틀리 패벌러스: 더 무비
- 글리 6
- 글리 5
- 글리 4
- 스트럭 바이 라이트닝 - 칼슨 필립스 역
- 글리 3
- 글리 2
- 글리: 더 3D 콘서트 무비
- 마마듀크
- 러셀 피시
- 글리 1